# نجف أباد (نجف أباد)
نجف أباد (بالفارسية: نجف‌آباد) هي قرية تقع في إيران في قسم نجف أباد الريفي. يقدر عدد سكانها بـ 477 نسمة .